# Moltondeken
Een moltondeken of onderlaken is een deken van katoen (origineel van de stof waarnaar de deken is vernoemd, Molton) die boven op het matras ligt.
Een moltondeken is bedoeld om de stoffen die het lichaam afscheidt op te nemen en tegen te houden, transpiratievocht en urine dringt niet door de moltondeken heen zodat het matras schoon blijft.